# 圣叙尔皮斯-德吉耶拉格
圣叙尔皮斯-德吉耶拉格（法語：Saint-Sulpice-de-Guilleragues，法語發音：[sɛ̃ sylpis də ɡijʁaɡ]）是法国吉伦特省的一个市镇，属于朗贡区。该市镇总面积6.89平方公里，2009年时的人口为220人。

## 人口
圣叙尔皮斯-德吉耶拉格人口变化图示